# Silvestrodasiops laticeps
Silvestrodasiops laticeps är en tvåvingeart som först beskrevs av Leander Czerny 1934.  Silvestrodasiops laticeps ingår i släktet Silvestrodasiops och familjen stjärtflugor. Inga underarter finns listade i Catalogue of Life.